# Дворови
Дворови (серб. Дворови) —  населённый пункт (посёлок) в общине Биелина, который принадлежит энтитету Республике Сербской, Босния и Герцеговина. Расположен в 5 км к северу от центра города Биелина, на железной дороге и автотрассе к границе с Сербией, в области Семберия в междуречье Савы и её притока Дрины.

## Население
Численность населения посёлка Дворови по переписи 2013 года составила 5 178 человек.
По данным переписи 1991 года, 91.90 % населения посёлка составляли сербы (1.667 чел.), 4.24 % —  югославы (77 чел.), 0,72 % — хорваты (13 чел.), 0.39 % — боснийские мусульмане (7 чел.), 2.76 % — прочие (50 чел.).
| 1961                           | 1971 | 1981 | 1991 | 2013 | - | - |
| ------------------------------ | ---- | ---- | ---- | ---- | - | - |
| 1656                           | 1648 | 1710 | 1814 | 5178 | - | - |
| Гистограмма динамики населения |      |      |      |      |   |   |